# La Dona Catalana
La Dona Catalana fou una revista publicada a Barcelona entre el 1925 i el 1938, amb el subtítol Revista de modes i de la llar. Tenia una periodicitat setmanal (tret d’alguna irregularitat esporàdica) i sortia cada divendres, editada per les Edicions Bosch. Des del seu primer exemplar, el 9 d’octubre de 1925, fins a l’últim, el 16 de desembre de 1938, es van publicar un total de 681 números. Fou dirigida per Magí Murià entre 1925 i 1934 i per Maria del Carme Nicolau durant la Guerra Civil.

## Gestió editorial i orientació ideològica
L’èxit editorial de l'editor Josep Baguñà i de la línia marcada per ell mateix i per Folch i Torres a la publicació infantil En Patufet serviren de model per a La Dona Catalana. L’aparició de la revista és anunciada al Patufet i el primer número ja inclou una salutació de Josep Maria Folch i Torres, que es mantindrà present en tots els números, amb articles i relats setmanals de l'estil dels que es publicaven a les «Pàgines Viscudes» d’En Patufet. Els sistemes de comercialització –suplements i fulletons de la Biblioteca– i la relació directa amb el públic lector, per mitjà d’enquestes i concursos, també s'hi inspiren. I alguns dels col·laboradors ho són de totes dues revistes: a més de Folch i Torres, Lluís Almerich (amb el pseudònim Macià Floris), Guillem d’Oloró (és a dir, Josep Broquetas) o Jordi Català (pseudònim de Xavier Bonfill).
La revista propugnava un model de dona conservador, pròxim al que es definia des de la Lliga Regionalista: donava consells sobre com trobar marit i sobre com atendre els fills i la llar, amb seccions de moda, decoració, salut, jardineria, literatura... Per mitjà dels seus editorials o dels articles d’opinió, allunyava la dona de la participació pública, defensant un model que s'ajustés a les preferències masculines. Tot i la seva orientació conservadora i patriarcal, la revista s'adreça tant a la dona que s'ocupa exclusivament de la llar i la família, com també a aquella que treballa, i promou la formació de la població femenina, en un sentit encara molt tradicional.

## Contingut

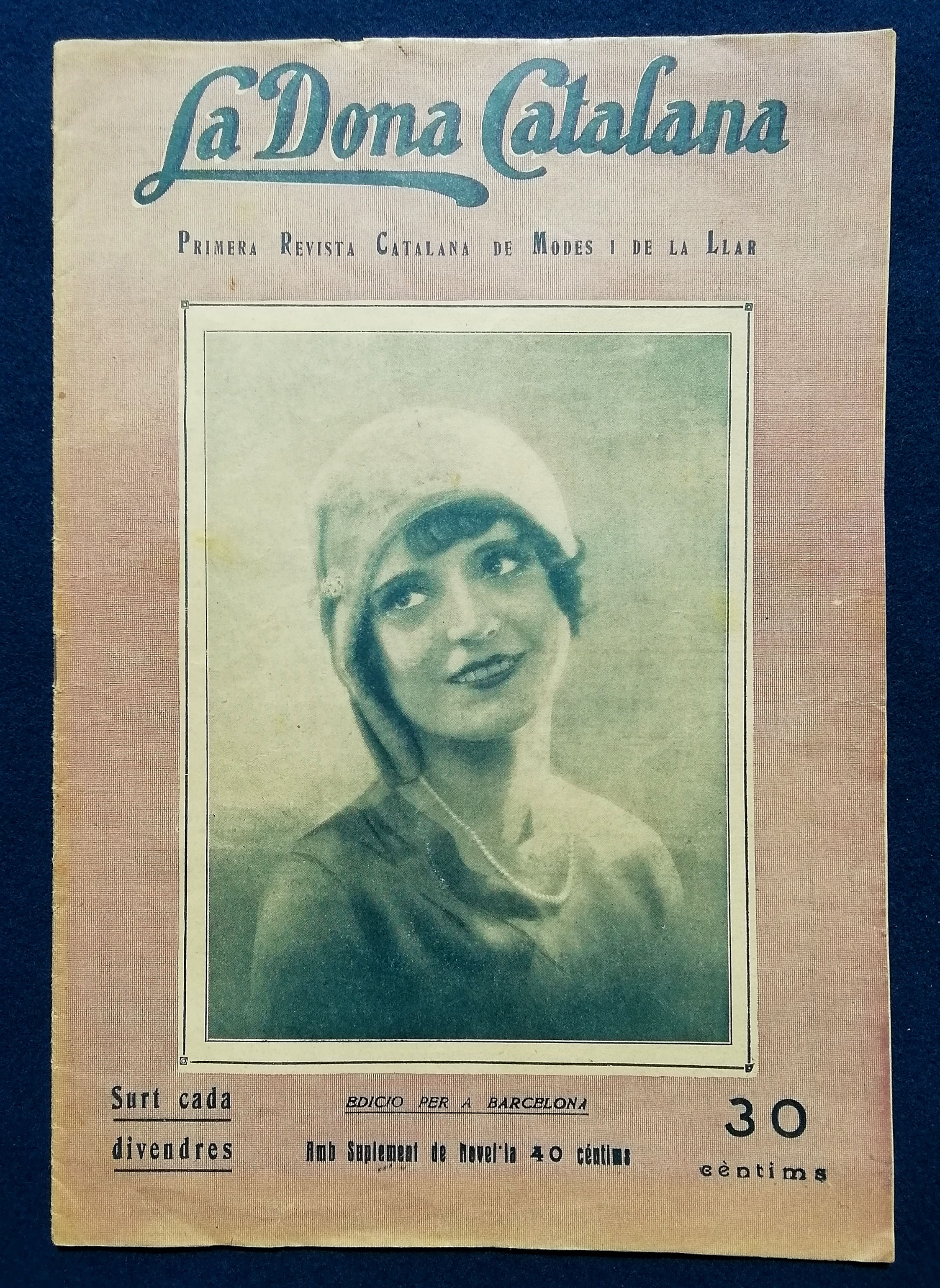
Exemplar de l'any 1929 publicat a Barcelona

El contingut era variat; solia haver-hi un reportatge d’actualitat femenina, receptes i consells de cuina i de labors, patrons i figurins de moda, consells de decoració, una pàgina infantil, un relat de Folch i Torres, entreteniments... Les seccions van anar canviant al llarg del temps: «Entre Nosaltres» era un consultori; la «Pàgina Cinematogràfica» informava de la cartellera i del món del cinema; la secció «Del Llenguatge de la Llar» publicava breus comentaris sobre llengua i vocabulari; «Les Nostres Institucions Femenines» informava de les activitats de centres com ara l'Institut de Cultura de la Dona, l'Institut de la Dona que treballa o l'Institut Feminal.
A cada número hi havia dos fulls, a l'inici i al final de la revista, que contenien un fragment de novel·la que continuava cada setmana. També editava un fulletó anomenat Suplement de novel·la, de setze pàgines, que es podia adquirir amb la revista pagant un extra de deu cèntims. Així, doncs, en alguna època la revista publicava dues novel·les; la que s'incloïa dins de les pàgines de la revista, i la que es comprava a part com a suplement. Un cop enquadernats, aquests fulls i suplements conformaven el que s'anomenà Biblioteca de La Dona Catalana: novel·les rosa, alguna novel·la històrica, poesia, contes infantils, obres teatrals de Josep Maria Folch i Torres. Al llarg dels anys, i dins de l'estreta relació que la revista mantingué amb el seu públic lector, organitzà concursos literaris, de poesia i també de teatre. A partir de l’any 1928 patrocinà la Festa de les Modistes, per Santa Llúcia, que era retransmesa per ràdio.
Els anuncis, reveladors del paper que s'atribuïa al públic femení a qui s'adreçava la revista, eren, entre altres: Phoscao, un aliment de cacau soluble; Sabelin, unes herbes per aprimar-se; Neva, un producte no alcalí especial per rentar sedes; Pelican, una marca de llanes fines per a labors; Wertheim i Naumann, màquines de cosir; Cerebrino Mandri, per al mal de cap i les migranyes; pintallavis permanent Milady, cremes per al cutis Dermasol; depilatoris ràpids de la marca España, sabons per rentar en fred, faixes.

## Col·laboracions
A més dels ja esmentats –Folch i Torres, Almerich, Broquetes i Bonfill–, a les pàgines de la revista hi col·laboraren de manera habitual escriptores i periodistes, poetes i autores de renom com Anna Murià, Maria del Carme Nicolau, que va esdevenir-ne redactora el 1929, i directora durant la Guerra Civil, i hi va publicar més de set-cents articles amb els seus diversos pseudònims, Maria Concepció Carreras, Roser Vayreda. O més esporàdicament Rosa Sagau, Anna Senyé d'Aymà, Rosa Maria Arquimbau, Carme Montoriol, Elvira Augusta Lewi, Josepa Arabia, Agnès Armengol, Maria Anfruns, María Novell i Picó, Manuela Audera, Maria Cinta Albacar. I també Carlota M. de Braemé, Maria Ferrer i Mosset, Ramon Xuriguera, Domènec Juncadella, Pilar Aragonès, Cristina Busquets, Jordi Brindsor, Trinitat Altaba, Carolina Invernizzio, Maria Assumpta Rius, Maria Carratalà, Dolors Monserdà, Pietat Fabra, Roser Jofre.

## Dades
| Títol             | La Dona Catalana: revista de modes i de la llar     |
| ----------------- | --------------------------------------------------- |
| Publicació        | Barcelona: Ed. Bosch, 1925-1938                     |
| Inici/Final       | 9 octubre 1925 / 16 desembre 1938                   |
| Periodicitat      | Setmanal                                            |
| Matèria           | Moda, dones, labors                                 |
| Gènere            | Revista                                             |
| Enquadernació     | Mitja tela                                          |
| Suplement         | Biblioteca de La Dona Catalana. Suplement de Labors |
| Números publicats | 681                                                 |